# Billy Celeski
Blagoja 'Billy' Celeski (14 de julho de 1985) é um futebolista profissional australiano que atua como meia.

## Carreira
Neil Kilkenny representou a Seleção Australiana de Futebol, nas Olimpíadas de 2008. 